# Eureka (Kansas)
Eureka – miasto w Stanach Zjednoczonych, w stanie Kansas, w hrabstwie Greenwood.

## Klimat
Miasto leży w strefie klimatu subtropikalnego, umiarkowanego, łagodnego bez pory suchej i z gorącym latem, należącego według klasyfikacji Köppena do strefy Cfa. Średnia temperatura roczna wynosi 13,7°C, a opady 929,6 mm (w tym 38,9 cm śniegu). Średnia temperatura najcieplejszego miesiąca - lipca wynosi 26,7°C, natomiast najzimniejszego stycznia -0,4°C. Najwyższa zanotowana temperatura wyniosła 48,9°C, natomiast najniższa -30,0°C. Miesiącem o najwyższych opadach jest czerwiec o średnich opadach wynoszących 134,6 mm, natomiast najniższe opady są w styczniu i wynoszą średnio 25,4 mm.